# Karl-Maria Kertbeny
Karl-Maria Kertbeny sau Károly Mária Kertbeny (născut Karl-Maria Benkert) (n. 28 februarie 1824, Viena, Imperiul Austriac – d. 23 ianuarie 1882, Budapesta, Austro-Ungaria) a fost un jurnalist și memorialist maghiar născut în Austria, militant pentru drepturile omului. El este cel mai bine cunoscut ca autor al cuvintelor heterosexual și homosexual.
Familia Benkert s-a mutat la Budapesta, când el era copil — el s-a simțit acasă în Austria, Germania și Ungaria. Scriitorul și istoricul literar maghiar Lajos Hatvany l-a descris în acești termeni: "Acest scriitor imperfect, agitat și cu toane este unul dintre cei mai buni și pe nedrept uitați memorialiști maghiari”. Kertbeny a tradus operele poeților și prozatorilor maghiari în limba germană, în mod special scrierile lui Sándor Petőfi, János Arany și Mór Jókai. Printre cunoscuții săi au fost Heinrich Heine, George Sand, Alfred de Musset, Hans Christian Andersen și Frații Grimm.

## Biografie
În tinerețe, pe când lucra ca ucenic de librar, Benkert a avut un prieten apropiat care era homosexual. Acest tânăr se sinucisese după ce fusese șantajat. Benkert și-a amintit ulterior că acest episod tragic l-a determinat să se intereseze îndeaproape de subiectul homosexualității, urmând ceea ce el a numit „impuls instinctiv de a lua act de fiecare nedreptate”.
După un stagiu în armata maghiară, Benkert a devenit jurnalist și scriitor de călătorie și a scris cel puțin douăzeci și cinci de cărți pe diverse subiecte. În 1847 și-a schimbat numele din Benkert în Karl-Maria Kertbeny (sau Károly Mária Kertbeny), un nume maghiar cu asocieri aristocratice. S-a stabilit la Berlin în 1868, fiind încă burlac la vârsta de 44 de ani. El a susținut în scrierile sale că era „normal sexual”. Cu toate acestea, jurnalele sale conțin o listă de întâlniri auto-cenzurate cu tineri și cu bărbați maturi („flăcău bărbier”, „foarte îndrăgostit de flăcău”, „am făcut-o”) și frica recurentă în urma arestării lui Karl Heinrich Ulrichs cu care a corespondat („Îngrozitoare zile!...Coșmaruri oribile. Am ars toate scrisorile periculoase”), care sugerează că el era în secret homosexual.
El a început să scrie pe larg despre problema homosexualității, fiind motivat, după cum spunea, de un „interes antropologic”, combinat cu un simț al dreptății și o preocupare pentru „drepturile omului”. În 1869 el a publicat anonim un pamflet intitulat Paragraful 143 din Codul Penal Prusac din 14 aprilie 1851 și reluarea sa ca Paragraful 152 în propunerea de Cod Penal pentru Confederația Germană de Nord. O scrisoare profesională deschisă către Excelența Sa Dr. Leonhardt, Ministru Regal Prusac al Justiției.
A urmat curând un al doilea pamflet pe aceeași temă. În pamflete, Kertbeny a susținut că paragraful 143 din legea prusacă a sodomiei (care va deveni mai târziu Paragraful 175 din codul penal al Imperiului German) încălca „drepturile omului”. El a avansat argumentul liberal clasic că actele sexuale consimțite în mediu privat nu ar trebui să fie subiect al de dreptului penal. Reamintind cazul tânărului său prieten, el a susținut cu tărie că legea prusacă permitea șantajiștilor să stoarcă bani de la homosexuali și să-i împingă adesea către sinucidere.
Kertbeny a prezentat, de asemenea, opinia sa că homosexualitatea este înnăscută și imposibil de schimbat, un argument care va fi numit mai târziu „modelul medical” al homosexualității. Această opinie contrazicea punctul de vedere predominant până la acel moment că bărbații comiteau acte de „sodomie” din pură depravare. Homosexualii, a spus el, nu erau efeminați prin natură și el a subliniat că mulți dintre oamenii faimoși ai istoriei au fost homosexuali. Împreună cu Heinrich Hössli și Karl Heinrich Ulrichs, el a fost printre primii scriitori care au adus aceste argumente acum familiare în fața publicului.
În 1869, în perioada acestor scrieri, Kertbeny a publicat termenul (în limba germană) homosexual (care, împreună cu cel de heterosexual, a fost folosit pentru prima dată în corespondența sa privată din 8 mai 1868), ca parte a sistemului său de clasificare a comportamentelor sexuale, ca un înlocuitor pentru termenii peiorativi „sodomist” și „pederast”, care erau utilizați în societățile vorbitoare de limba germană și franceză de la vremea sa. În plus, el a numit atracția dintre bărbați și femei heterosexualitate, masturbarea ca monosexualitate și sexul anal ca pigie.
După publicarea celor două importante pamflete, Kertbeny a ieșit din scenă. În 1880, el a contribuit cu un capitol privind homosexualitatea în cartea Descoperirea sufletului a lui Gustav Jäger, dar editorul lui Jäger a decis că era prea controversat și l-a omis. Cu toate acestea, Jäger a folosit terminologia lui Kertbeny în altă parte a cărții.
Cercetătorul sexual german Richard von Krafft-Ebing, în Psychopathia Sexualis (1886), a împrumutat termenii homosexual și heterosexual din cartea lui Jäger. Lucrarea lui Krafft-Ebing a fost atât de influentă încât acești termeni au devenit termeni standard pentru diferențele în orientarea sexuală, înlocuind cuvântul Urning inventat de Ulrichs.
Kertbeny nu a trăi pentru a vedea acceptarea pe scară largă a terminologiei sau ideilor sale. A murit la Budapesta în anul 1882, la vârsta de 58 de ani.

## Mormânt
Mormântul său a fost depistat în anul 2001 de sociologul Judit Takács, care a efectuat cercetări ample asupra vieții lui. Acesta este situat în Cimitirul Kerepesi din Budapesta, locul de veci al numeroase personalități maghiare din secolele al XIX-lea și al XX-lea. Comunitatea gay a așezat deasupra o nouă piatră de mormânt, iar din 2002 depunerea unei coroane de flori pe mormântul lui este un eveniment recurent în cadrul paradelor gay maghiare.